# Geschichte der politischen Parteien Chinas
Die  Geschichte der politischen Parteien Chinas  begann im ausgehenden 19. Jahrhundert und brachte in unterschiedlichen Systemen bis zur Gegenwart über 500 Parteien hervor.

## Parteien der Qing-Dynastie
Die Rahmenbedingungen für das Entstehen chinesischer Parteien lagen einerseits in der reformunfähig gewordenen mandschurischen Herrschaft der Qing-Dynastie, die in China seit 1644 an der Macht war, andererseits in der Schwächung Chinas infolge der Opiumkriege. Der dadurch verursachte Niedergang Chinas konnte nicht durch eine Selbststärkungsbewegung aufgehalten werden, insbesondere nachdem der Erste Japanisch-Chinesische Krieg der Jahre 1894 und 1895 Gebietsverluste von Taiwan und Teilen der Mandschurei mit sich brachte.. Unter zahlreichen oppositionellen Parteien war die revolutionär-republikanische Xingzhonghui (= Gesellschaft zur Wiedererweckung Chinas) bedeutsam, die 1894 gegründet wurde und aus der sich nach einer Fusion mit der Huaxinghui (= Gesellschaft zur Wiederbelebung der chinesischen Nation) und der Guangfuhui (Gesellschaft des Wiedererstarkens) 1905 die Tongmenghui (= Vereinigte Liga Chinas, bzw. in anderer Übersetzung: Bund der revolutionären Allianz) entwickelte. Sowohl Xingzhonghui als auch Tongmenghui hatten Sun Yat-sen als Gründer und ideologischen Spiritus rector.
Nach dem Scheitern der Hundert-Tage-Reform gründete Kang Youwei, der in die Flucht geschlagene Berater des mittlerweile unter Hausarrest stehenden „Reformkaisers“ Guangxu 1899 im kanadischen Exil die monarchistische Baohuanghui (= Gesellschaft zum Schutz des Kaisers). Ziel jener Partei war die Wiedereinsetzung des Kaisers und die Entmachtung reformfeindlicher Kräfte am Qing-Hof. Zu den Reformen sollte die Errichtung einer konstitutionellen, parlamentarischen Monarchie gehören. Mit dem Sieg der Tongmenghui in der Xinhai-Revolution verschwanden die monarchistischen Parteien. Insgesamt entstanden in der Qing-Dynastie zehn Parteien.

## Parteien der Republik China 1912 bis 1928
Nach der Gründung der Republik China im Jahr 1912 fanden die ersten Wahlen in den Provinzen statt, in denen die Tongmenghui die stärkste Kraft wurde. Die Entscheidung des letzten Kanzlers der kaiserlichen Regierung, Yuan Shikai, Kaiserinwitwe Longyu zur Abdankung des im Kindesalter befindlichen Kaisers Puyi zu veranlassen, machte den Weg für das Ende der Monarchie frei. Dies geschah allerdings unter der Bedingung, dass Yuan anstelle von Sun Yat-sen Präsident der Republik China werden solle. Vor den  nationalen Parlamentswahlen im Jahr 1913 änderte die Tongmenghui nunmehr ihren Namen in Zhongguo Guomindang (in alter Schreibweise „Kuomintang“, KMT), Nationalpartei Chinas, um sich größeren Wählerkreisen zu öffnen, die zuvor nicht die Revolutionäre unterstützt hatten. Tatsächlich konnte die Guomindang mit 123 von 274 Sitzen im Senat und mit 269 von 696 Sitzen im Repräsentantenhaus die Mehrheit der Parlamentarier stellen. Die von Yuan unterstützte Minzhudang, 民主黨 Demokratische Partei, welche aus der Baohuanghui hervorgegangen war, verfügte dagegen nur über acht bzw. 16 Sitze. Unmittelbar nach Bekanntgabe des Wahlergebnisses ließ Yuan Shikai den Spitzenkandidaten der Guomindang,  Song Jiaoren, ermorden und seine Partei zerschlagen. Sun Yat-sen musste folglich mit zahlreichen Parteifreunden ins Ausland  fliehen und dort die Partei reorganisieren. Zeitweise nannte sich die Partei in Zhongguo Gemingdang, Revolutionspartei Chinas, um. Nach Yuans Tod, der sich kurz zuvor noch als Kaiser ausrufen ließ, unter dem Druck der Generalität aber wieder zurücktrat, zerfiel die Republik China in Territorien einzelner, sich bekämpfender Militärmachthaber.
Warlord Duan Qirui hielt 1918 in seinem Territorium Parlamentswahlen ab und unterstützte hierbei die Kandidaten der Anhui-Vereinigung, welche unter dem Parteinamen Anfu Julebu, Verein für Frieden und Glück, antraten und sich gegen weitere zwei Parteien, die Jiaotongxi, Kommunikationsgruppe, und die Zhengjiuxi, Politische Forschungsgruppe, durchsetzte. Die von Sun Yat-sen geführte Guomindang bemühte sich unterdessen, wieder ein stabiler politischer Faktor zu werden und ging ein Bündnis mit der Sowjetunion ein, die ihr Waffen lieferte. Unter Führung ihres Generals Chiang Kai-shek konnten eine eigene Militärakademie errichtet und  eigene Streitkräfte aufgebaut werden. Sowjetische Berater unterstützten während dessen die Gründung der Kommunistischen Partei Chinas, deren Mitglieder eine Doppelmitgliedschaft in der Guomindang genießen konnten. Da die Kommunisten blutige Aufstände durchgeführt hatten, brachen nach Suns Tod Konflikte mit ihr aus. Die Guomindang-Führung schloss die KP-Mitglieder aus der Partei aus, während die Sowjets aus dem beherrschten Gebiet verwiesen wurden. Innerhalb der Guomindang entwickelten sich jedoch auch unterschiedliche Machtgruppen. Insgesamt entstanden im Zeitraum der Republik China zwischen 1912 und 1928 21 Parteien.

## Parteien der Republik China 1928 bis 1949
Nach der weitgehenden Vereinigung Chinas auf dem Festland unter Chiang Kai-shek wurde die Guomindang zur dominierenden Partei und die Drei Prinzipien des Volkes zur Staatsideologie. Eine weitere wichtige Partei war die oppositionelle Nationale Sozialistische Partei Chinas, welche sich stark an der deutschen Sozialdemokratie orientierte. In diesem Zeitraum blieben nur wenige Jahre der Stabilität und des Aufschwungs, denn sowohl die Kommunistische Partei Chinas als auch  die japanische Invasion verhinderten bis zur Nachkriegszeit eine Entwicklung zum Verfassungsstaat. Dennoch war es während des Krieges möglich, dass Guomindang, KP und weitere Parteien zeitweise kooperierten und mittels eines Kriegsparlaments eine Fülle von Gesetzen in Kraft setzten. Nach Beendigung des Zweiten Weltkriegs und der Retrozession Taiwans konnte der Wiederaufbau Chinas unter Einschluss der Wiedererrichtung staatlicher Institutionen durchgeführt werden. In diesem Zusammenhang waren längst überfällige Maßnahmen zur Demokratisierung und Legitimierung durchzuführen. Der Sozialdemokrat Zhang Junmai, dessen Nationale Sozialistische Partei Chinas sich angesichts der deutschen NSDAP in Sozialdemokratische Partei Chinas umbenannt hatte, arbeitete federführend die Verfassung der Republik China aus. In den folgenden Wahlen des Jahres 1947 nahmen neben der Guomindang auch die Sozialdemokratische Partei Chinas und die Jungchina-Partei teil, während die KP und die ihr nahestehenden Parteien die Wahlen boykottierten bzw. sie behinderten. Nach der Konstituierung der Nationalversammlung wurden letztere Parteien verboten, die sich bereits in einem Bürgerkrieg mit der Republik China befanden. Zudem verhängte die Nationalversammlung verfassungseinschränkende Sondergesetze „für den Zeitraum der kommunistischen Rebellion“, welche Parteineugründungen untersagten. Damit existierten faktisch nur noch die Guomindang, die Sozialdemokratische Partei und Jungchina-Partei als legale Parteien weiter.  In der der Republik China zwischen 1928 und 1949 wurden insgesamt 18 Parteien gegründet.

## Parteien der Republik China auf Taiwan 1950 bis 1986
Nach der kommunistischen Revolution und dem Verlust des chinesischen Festlandes, also des größten Teils ihres Territoriums im Jahr 1949/50, ist die Republik China auf Taiwan und weitere kleine Inseln beschränkt. Die dominierende Guomindang unter Präsident Chiang Kai-shek teilte sich zwar die Macht mit der Sozialdemokratischen Partei Chinas und der Jungchina-Partei, ließ aber aufgrund der erwähnten Sondergesetze keine neuen Parteien zu. Eine Minzhudang (= Demokratische Partei), die auf Taiwan gegründet wurde, wurde unverzüglich verboten. Innerhalb der Guomindang fand ab 1950 eine Taiwanisierung der Mitglieder statt, obgleich führende Positionen meist von Festländern besetzt wurden. Nach dem Tod Chiang Kaisheks entstand die Zeit einer „Soft-Diktatur“ unter Chiang Ching-kuo, der 1986 die gänzliche Demokratisierung einleitete, nachdem zuvor die oppositionelle Minzhu Jinbudang (= Demokratische Fortschrittspartei) gegründet worden war.

## Parteien der Republik China auf Taiwan ab 1986
Nach der Re-Demokratisierung der Republik China auf Taiwan durch die Abschaffung der verfassungsbeschränkenden Sondergesetze blieb die Guomindang, Nationalpartei, bis zum Jahr 2000 stärkste Partei und stellte die Zentralregierung. Die 1986 gegründete Minzhu Jinbudang , Demokratische Fortschrittspartei, konnte im Jahr 2000 mit Chen Shuibian einen Präsidenten stellen. Zwischen 2008 übernahm der von der Guomindang nominierte Kandidat Ma Ying-jeou die Präsidentschaft und übte sie zwei Wahlperioden bis 2016 aus. Erstmals übernahm im Jahr 2016 mit Tsai Ing-wen eine Frau die Präsidentschaft und wurde 2020 wiedergewählt. Sie gehörte wie Chen der Minzhu Jinbudang  an. Taiwans Politik ist stark von der Polarisierung zwischen dem „blauen“ Block um die Guomindang und dem „grünen“ um die Minzhu Jinbudang geprägt. Außerhalb der beiden dominierenden Parteien kam es zwischen 1986 und 2018 zu über 350 weitere Parteigründungen. Seit Inkrafttreten des Parteiengesetzes im November 2018 wird deren Zahl durch Reglementierungen reduziert.

## Parteien der Volksrepublik China ab 1949
Das  Politische System der Volksrepublik China ist von der Kommunistischen Partei Chinas geprägt und privilegiert sie. Daneben existieren die so genannten Acht demokratischen Parteien und Gruppen als relativ einflusslose, ideologisch und pragmatisch auf die KP ausgerichtete Organisationen, die bereits in der Republik China gegründet wurden. Sie sind Teil der politischen Elite und stellen keine Opposition dar.
Daneben existieren mindestens 34 von den chinesischen Behörden als „illegal“ eingestufte Untergrund- und Exilparteien, gegen die die chinesische Regierung mit aller Härte vorgeht. Diese schließen auch die Parteien ethnischer Minderheiten, wie etwa der Tibeter ein.

## Parteien von Hongkong und Macau
Die beiden, heute zur Volksrepublik gehörenden Gebilde Hongkong und Macau waren bis 1997 bzw. 1999 britische bzw. portugiesische Kolonien. Nach der Eingliederung von Hongkong und Macau in den Staatsverband der Volksrepublik China sind die Bürgerrechte der Bewohner beschränkt. Oppositionelle Parteien blieben zwar unangetastet, erhielten jedoch einen engen Handlungsspielraum. In beiden Sonderverwaltungszonen ist die Polarisierung zwischen dem Pro-Demokratie-Lager (Hongkong) bzw. Pro-Demokratie-Lager (Macau)  und dem Pro-Peking-Lager (Hongkong) bzw. Pro-Peking-Lager (Macau)  unübersehbar. Zwischen 1917 und 2018 entstanden in Hongkong 71 und in Macau 25 Parteien.